# Cratere La Condamine
La Condamine è un cratere lunare di 37,83 km situato nella parte nord-occidentale della faccia visibile della Luna.
Il cratere è dedicato all'astronomo francese Charles Marie de La Condamine.

## Crateri correlati
Alcuni crateri minori situati in prossimità di La Condamine sono convenzionalmente identificati, sulle mappe lunari, attraverso una lettera associata al nome.
| La Condamine | Coordinate            | Diametro (in km) |
| ------------ | --------------------- | ---------------- |
| A            | 54°25′48″N 30°12′00″W | 17,1             |
| B            | 58°52′12″N 31°39′36″W | 16,44            |
| C            | 52°24′N 30°18′W       | 10,18            |
| D            | 53°30′36″N 30°52′12″W | 9,97             |
| E            | 57°43′48″N 32°05′24″W | 7,38             |
| F            | 57°23′24″N 31°05′24″W | 6,73             |
| G            | 54°54′36″N 28°10′48″W | 7,17             |
| H            | 53°10′12″N 26°41′24″W | 7,02             |
| J            | 56°03′36″N 19°27′00″W | 7,19             |
| K            | 51°55′12″N 25°38′24″W | 7,77             |
| L            | 53°38′24″N 26°51′00″W | 6,68             |
| M            | 54°14′24″N 26°43′12″W | 5,51             |
| N            | 53°52′48″N 25°39′00″W | 8,34             |
| O            | 55°10′48″N 25°39′00″W | 7                |
| P            | 52°55′48″N 23°37′12″W | 8,76             |
| Q            | 52°41′24″N 24°00′00″W | 7,87             |
| R            | 55°01′48″N 21°19′48″W | 6,57             |
| S            | 57°21′00″N 25°12′36″W | 3,82             |
| T            | 59°18′00″N 29°45′36″W | 6,05             |
| U            | 54°32′24″N 22°43′12″W | 6,87             |
| V            | 54°31′12″N 24°08′24″W | 5,71             |
| X            | 57°13′12″N 21°30′36″W | 3,92             |